# Moldavië op het Eurovisiesongfestival

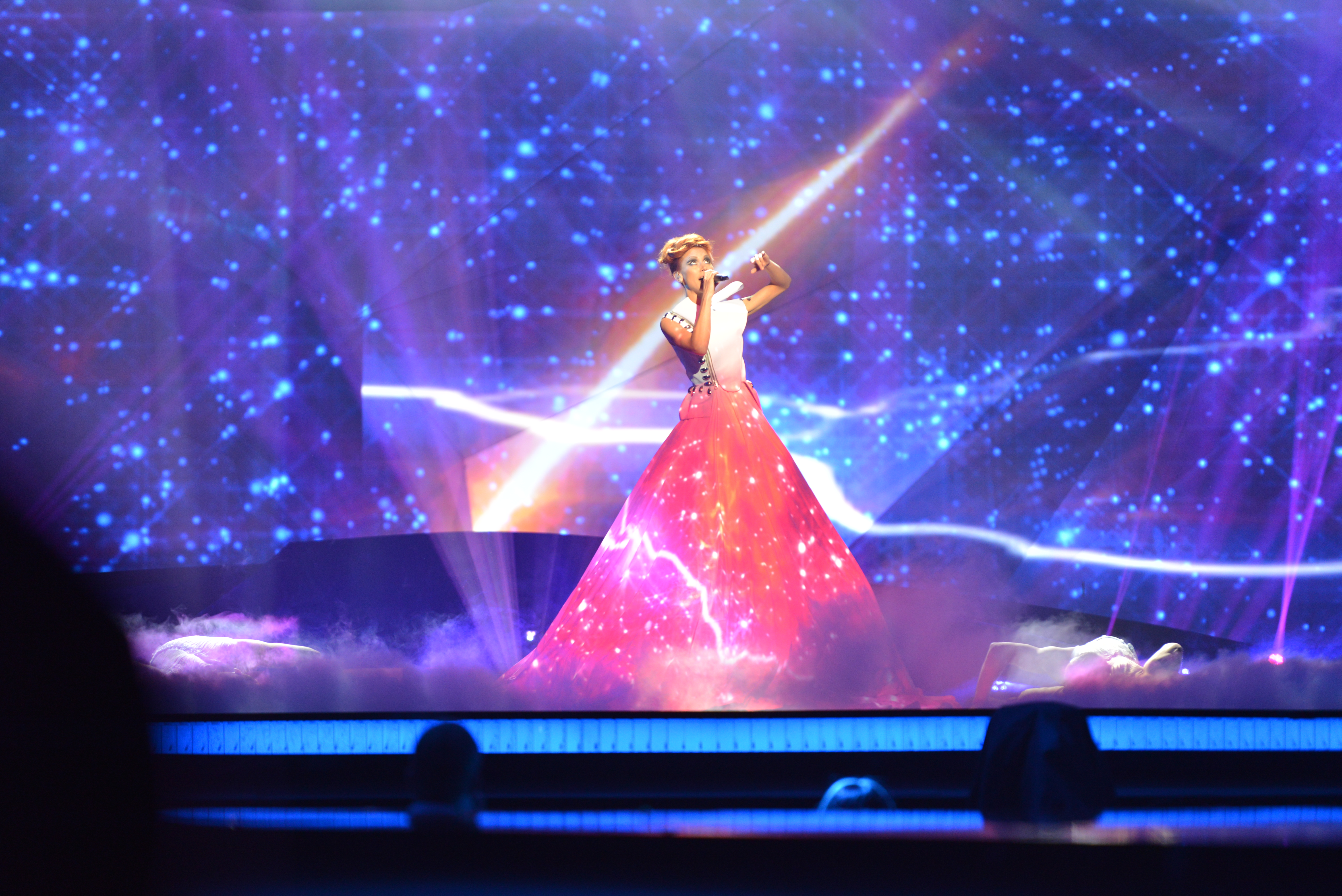
Aliona Moon in Malmö (2013)

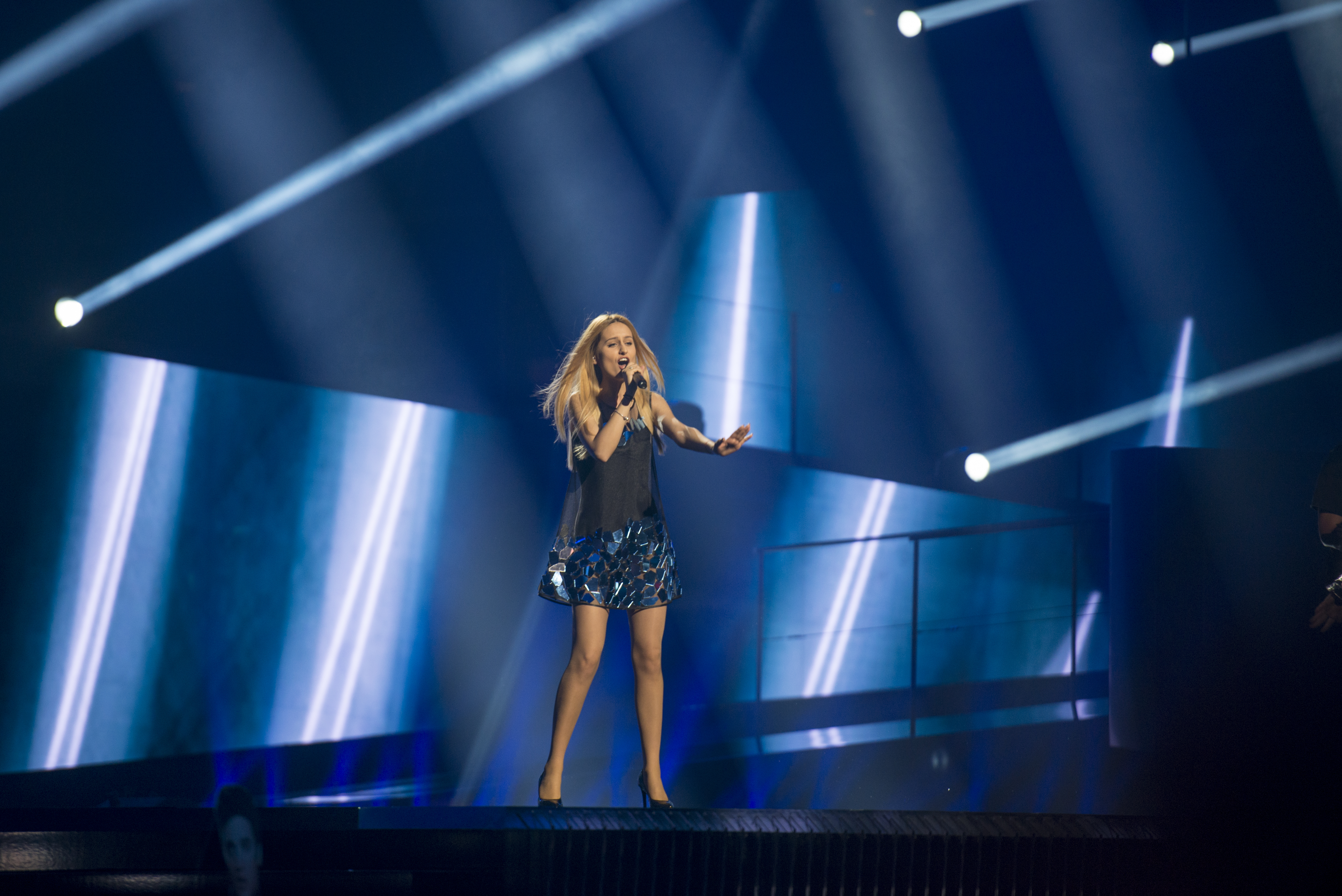
Lidia Isac in Stockholm (2016)

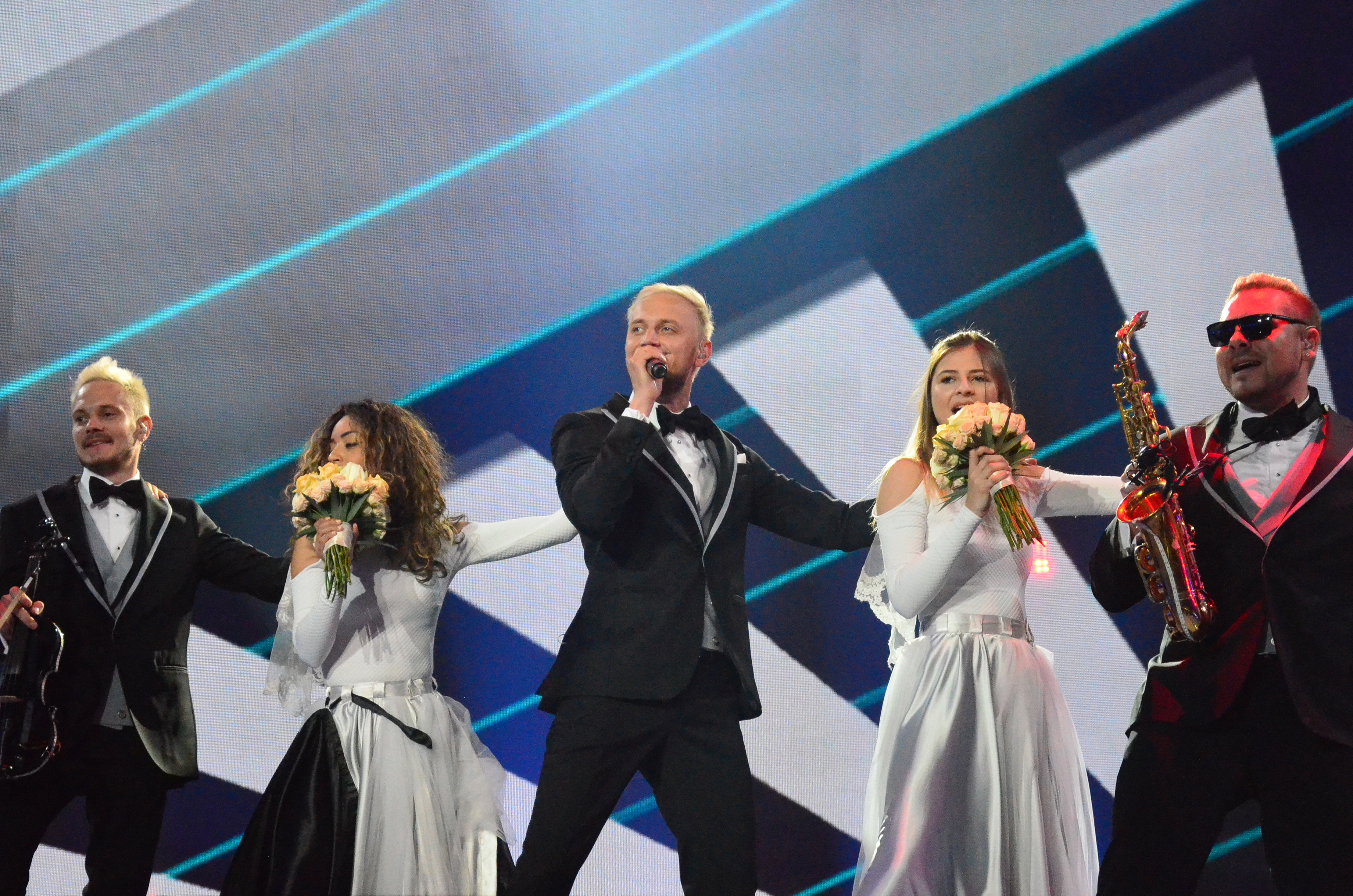
SunStroke Project in Kiev (2017)

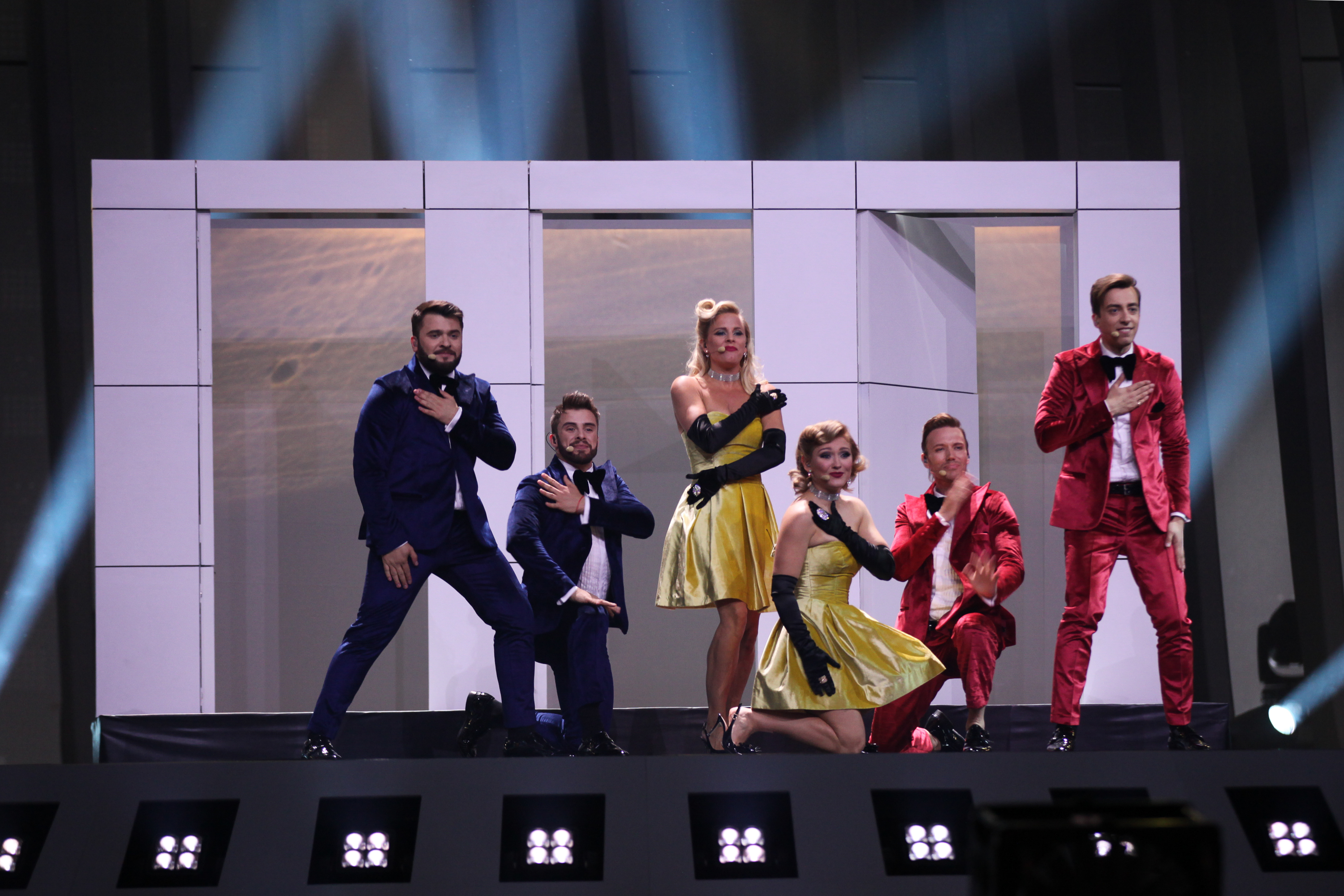
DoReDoS in Lissabon (2018)

Moldavië doet sinds 2005 mee aan het Eurovisiesongfestival.

## De balans
Moldavië heeft sinds zijn debuut in 2005 ieder jaar aan het Eurovisiesongfestival deelgenomen. Het land kan relatief succesvol worden genoemd: van de 19 deelnames wist Moldavië zich dertien keer te kwalificeren voor de finale. Vaak strandden de inzendingen in de finale onopvallend in de middenmoot, maar vijfmaal (in 2005, 2007, 2017, 2018 en 2022) werd de top 10 bereikt.
Vanaf 2014 boekte Moldavië drie keer op rij slechte resultaten. In 2014 belandde het land op de laatste plaats van de halve finale en ook in de twee jaren daarna werd geen finaleplaats behaald. In 2017 boekte het land zijn grootste songfestivalsucces tot nu toe, met een derde plaats in de finale.

## Taal
Over het algemeen treedt Moldavië op het songfestival aan met Engelstalige inzendingen. De enige uitzonderingen hierop zijn de liedje O mie uit 2013 en Soarele şi luna uit 2023, die volledig in het Roemeens werden vertolkt. In 2005, 2009 en 2022 bevatten de Moldavische liedjes naast Engels ook een deels Roemeense tekst.

## Geschiedenis

### Beginjaren
In 2005 debuteerde Moldavië op het songfestival in Kiev met de groep Zdob și Zdub en het nummer Boonika bate toba. Door een oma tijdens het optreden op een grote trommel te laten slaan, viel het nummer behoorlijk op en kwam het in de halve finale op de tweede plaats terecht, ruimschoots voldoende om door te mogen naar de finale. Hierin eindigde Moldavië uiteindelijk op de zesde plek met 158 punten. Ook in 2011 vertegenwoordigde de groep de Moldavische kleuren. Ook nu weer werd de finale bereikt, waar ze strandden op de twaalfde plaats.
Door het goede resultaat van Zdob și Zdub mocht Moldavië in 2006 direct aantreden in de grote finale. De nationale voorronde verliep echter niet geheel vlekkeloos. Na de stemming bleken er drie winnaars te zijn en het jongste jurylid moest gaan beslissen wie er nu naar het songfestival in Athene mocht. Deze wilde echter niet beslissen en dus besloot de Moldavische omroep een nieuwe finale te organiseren, waaraan behalve de drie winnaars ook weer andere artiesten mochten deelnemen. De drie winnaars trokken daarop, uit onvrede met die beslissing, hun kandidatuur in. Uiteindelijk won het duo Arsenium & Natalia Gordienko met het nummer Loca de nationale voorronde. Arsenium was de artiestennaam van Arsenie Todiras, die eerder lid was van de groep O-Zone. Gordienko was in Moldavië bekend van de groep Millennium en had al eerder pogingen ondernomen naar het songfestival te gaan. Op het podium kreeg het duo gezelschap van rapper Connect-R. Loca sloeg niet aan bij het Europese publiek. Met slechts 22 punten eindigde het op de 20e plaats.
Een jaar later, op het Eurovisiesongfestival van 2007 in Helsinki, werd Moldavië vertegenwoordigd door zangeres Natalia Barbu. Zij moest met haar krachtige nummer Fight eerst aantreden in de halve finale en bereikte hierin de tiende plek, net voldoende om door te mogen naar de finale. In deze finale werd wederom een tiende plek behaald, het tweede top 10-succes voor Moldavië in drie jaar tijd.

### 2008–2013
Moldavië koos voor de editie van 2008 in de nationale voorronde voor het nummer A century of love van Geta Burlacu. Dit nummer bereikte de twaalfde plaats in de halve finale, te weinig voor een finaleplaats. Nelly Ciobanu wist in 2009 een vijfde plek te bemachtigen in de halve finale, maar moest in de finale met een 14de plek tevreden zijn. In 2010 scoorde SunStroke Project ook matig met een 20ste plaats, maar groeide dankzij zijn opvallende saxofonist (de Epic Sax Guy) nadien uit tot een hit op internet.
In 2011, 2012 en 2013 boekte Moldavië bescheiden successen, door in de finale drie jaar op rij net buiten de top 10 te eindigen. De terugkeer van Zdob și Zdub zorgde in 2011 voor een twaalfde plaats en in de twee jaren daarna werd Moldavië tweemaal elfde, met respectievelijk Pasha Parfeny en Aliona Moon. Laatstgenoemde zangeres trad aan met het lied O mie, de eerste Moldavische inzending die volledig in het Roemeens werd vertolkt.

### 2014 en verder
Van 2014 tot en met 2016 wist het land zich niet te plaatsen voor de grote finale. In 2017 lukte dat wel weer. SunStroke Project, dat Moldavië in 2010 al eens vertegenwoordigd had, trad in Kiev aan met het lied Hey, Mamma!. Dit nummer stootte vanuit de halve finale glansrijk door naar de finale, waar het in de televoting van vijf landen de maximale score van 12 punten ontving. Uiteindelijk eindigde Moldavië op de derde plaats. Ook in 2018 haalde het land de finale met de groep DoReDoS, die het lied My lucky day bracht. Dankzij een opvallende act, waarbij op een speelse manier gebruik gemaakt werd van luiken en deuren, eindigde Moldavië als tiende. Na deze successen trad Moldavië in 2019 aan met zangeres Anna Odobescu, die op het podium werd bijgestaan door een zandkunstenaar. Haar nummer Stay wist echter niet genoeg te imponeren en werd uitgeschakeld in de halve finale. Op het songfestival van 2021 in Rotterdam haalde Natalia Gordienko met Sugar wel de finale en daar de 13de plaats.
In 2022 werd Moldavië voor de derde keer vertegenwoordigd door de band Zdob și Zdub, die in Turijn bijgestaan werd door de gebroeders Advahov. Hun opzwepende feestnummer Trenulețul viel niet zozeer bij de vakjury's in de smaak (zij hadden er slechts 14 punten voor over), maar des te meer bij het televotende publiek. De televoters gaven 239 punten aan de Moldavische inzending; slechts de winnende inzending van Oekraïne was bij hen populairder. Zdob și Zdub eindigde op de zevende plaats.
In 2023 werd Moldavië opnieuw vertegenwoordigd door Pasha Parfeny, die opnieuw de finale wist te halen en dit keer achttiende werd.
In 2025 besloot het land zich terug te trekken vanwege verschillende uitdagingen waar het tegenaan was gelopen.

## Moldavische deelnames
| Jaar | Artiest                       | Titel             | Fin. | Ptn. | Semi | Ptn. | Taal               |
| ---- | ----------------------------- | ----------------- | ---- | ---- | ---- | ---- | ------------------ |
| 2005 | Zdob și Zdub                  | Bunica bate toba  | 6    | 148  | 2    | 207  | Engels en Roemeens |
| 2006 | Arsenium & Natalia Gordienko  | Loca              | 20   | 22   | X    | X    | Engels             |
| 2007 | Natalia Barbu                 | Fight             | 10   | 109  | 10   | 91   | Engels             |
| 2008 | Geta Burlacu                  | A century of love | X    | X    | 12   | 36   | Engels             |
| 2009 | Nelly Ciobanu                 | Hora din Moldova  | 14   | 69   | 5    | 106  | Roemeens en Engels |
| 2010 | SunStroke Project & Olia Tira | Run away          | 22   | 27   | 10   | 52   | Engels             |
| 2011 | Zdob și Zdub                  | So lucky          | 12   | 97   | 10   | 54   | Engels             |
| 2012 | Pasha Parfeny                 | Lăutar            | 11   | 81   | 5    | 100  | Engels             |
| 2013 | Aliona Moon                   | O mie             | 11   | 71   | 4    | 95   | Roemeens           |
| 2014 | Cristina Scarlat              | Wild soul         | X    | X    | 16   | 13   | Engels             |
| 2015 | Edoeard Romanjoeta            | I want your love  | X    | X    | 11   | 41   | Engels             |
| 2016 | Lidia Isac                    | Falling stars     | X    | X    | 17   | 33   | Engels             |
| 2017 | SunStroke Project             | Hey, mamma!       | 3    | 374  | 2    | 291  | Engels             |
| 2018 | DoReDoS                       | My lucky day      | 10   | 209  | 3    | 235  | Engels             |
| 2019 | Anna Odobescu                 | Stay              | X    | X    | 12   | 85   | Engels             |
| 2021 | Natalia Gordienko             | Sugar             | 13   | 115  | 7    | 179  | Engels             |
| 2022 | Zdob și Zdub & Frații Advahov | Trenulețul        | 7    | 253  | 8    | 154  | Roemeens en Engels |
| 2023 | Pasha Parfeny                 | Soarele şi luna   | 18   | 96   | 5    | 109  | Roemeens           |
| 2024 | Natalia Barbu                 | In the middle     | X    | X    | 13   | 20   | Engels             |

| Kleur | Betekenis      |
| ----- | -------------- |
|       | Eerste plaats  |
|       | Tweede plaats  |
|       | Derde plaats   |
|       | Laatste plaats |
|       | Gastland       |

## Punten
In de periode 2005-2024. Punten gegeven in de halve finales zijn in deze tabellen niet meegerekend.
| Plaats | Land         | Punten |
| ------ | ------------ | ------ |
| 1      | Oekraïne     | 193    |
| 2      | Roemenië     | 159    |
| 3      | Rusland      | 148    |
| 4      | Azerbeidzjan | 103    |
| 5      | Zweden       | 100    |

| Plaats | Land     | Punten |
| ------ | -------- | ------ |
| 1      | Roemenië | 182    |
| 2      | Portugal | 100    |
| 4      | Oekraïne | 83     |
| 3      | Rusland  | 79     |
| 5      | Italië   | 75     |

### Twaalf punten gegeven aan Moldavië
| Aantal | Land      | Wanneer                                                                          |
| ------ | --------- | -------------------------------------------------------------------------------- |
| 8      | Roemenië  | 2005, 2006, 2007, 2009, 2011, 2012, 2013, 2017 (t), 2018 (t), 2022 (t), 2023 (t) |
| 3      | Rusland   | 2018 (j + t), 2021 (j)                                                           |
| 2      | Italië    | 2017 (t), 2023 (t)                                                               |
| 2      | Oekraïne  | 2005, 2017 (t)                                                                   |
| 2      | Portugal  | 2009, 2017 (t)                                                                   |
| 1      | Australië | 2017 (t)                                                                         |
| 1      | Bulgarije | 2021 (j)                                                                         |
| 1      | Servië    | 2022 (t)                                                                         |
| 1      | Tsjechië  | 2021 (t)                                                                         |

(j) = vakjury; (t) = televoting

### Twaalf punten gegeven door Moldavië
(Vetgedrukte landen waren ook de winnaar van dat jaar.)
| Jaar | Land     | Jaar | Land                     | Jaar | Land                            |
| ---- | -------- | ---- | ------------------------ | ---- | ------------------------------- |
| 2005 | Roemenië | 2012 | Roemenië                 | 2019 | Noord-Macedonië (j) Rusland (t) |
| 2006 | Roemenië | 2013 | Oekraïne                 | 2021 | Bulgarije (j) Rusland (t)       |
| 2007 | Roemenië | 2014 | Roemenië                 | 2022 | Oekraïne (j + t)                |
| 2008 | Roemenië | 2015 | Roemenië                 | 2023 | Zweden (j) Oekraïne (t)         |
| 2009 | Roemenië | 2016 | Oekraïne (j) Rusland (t) | 2024 | Oekraïne (j + t)                |
| 2010 | Roemenië | 2017 | Roemenië (j + t)         |      |                                 |
| 2011 | Roemenië | 2018 | Estland (j) Israël (t)   |      |                                 |

(j) = vakjury; (t) = televoting
2005 · 2006 · 2007 · 2008 · 2009 · 2010 · 2011 · 2012 · 2013 · 2014 · 2015 · 2016 · 2017 · 2018 · 2019 · 2020 · 2021 · 2022 · 2023 · 2024 · 2025